# Кармановы (Оричевский район)
Кармановы — деревня в Оричевском районе Кировской области в составе Шалеговского сельского поселения.

## География
Расположена на расстоянии примерно 3 км по прямой на запад от центра поселения села Шалегово.

## История
Известна с 1802 года как починок Кармановский с 3 дворами. В 1873 году здесь (починок Кормановский или Кормановы) дворов 6 и жителей 80, в 1905 (уже Кармановский или Кармановы) 20 и 131, в 1926 (деревня Кармановы) 22 и 108, в 1950 16 и 52, в 1989 году оставалось 3 постоянных жителя. Ныне имеет дачный характер.

## Население
Постоянное население  составляло 2 человека (русские 100%) в 2002 году, 0 в 2010.